# 자유청년동지회
자유청년동지회(自由靑年同志會)는 2004년 11월 말경 조선민주주의인민공화국 함경북도 회령시에서 반 김정일성명을 발표한 것으로 알려진 반체제 조직으로, 대한민국의 데일리NK가 피랍탈북인권연대로부터 동지회의 활동을 담은 동영상을 공개함과 함께 존재가 알려졌다. 조선민주주의인민공화국에서 그 활동이 대외에 공개된 최초의 반체제 단체이다. 이 단체는 회령 등지에 정부를 비난하는 벽보를 붙이고 성명을 낭독하는 등의 활동을 했고 조선민주주의인민공화국 대도시에 조직망을 구축했다고 알려져 있다.
데일리NK가 공개한 동영상에는 세 편의 짧은 격문과 육성 녹음된 성명서가 포함되어 있다.